# Adalbertstraße 7/9 (München)

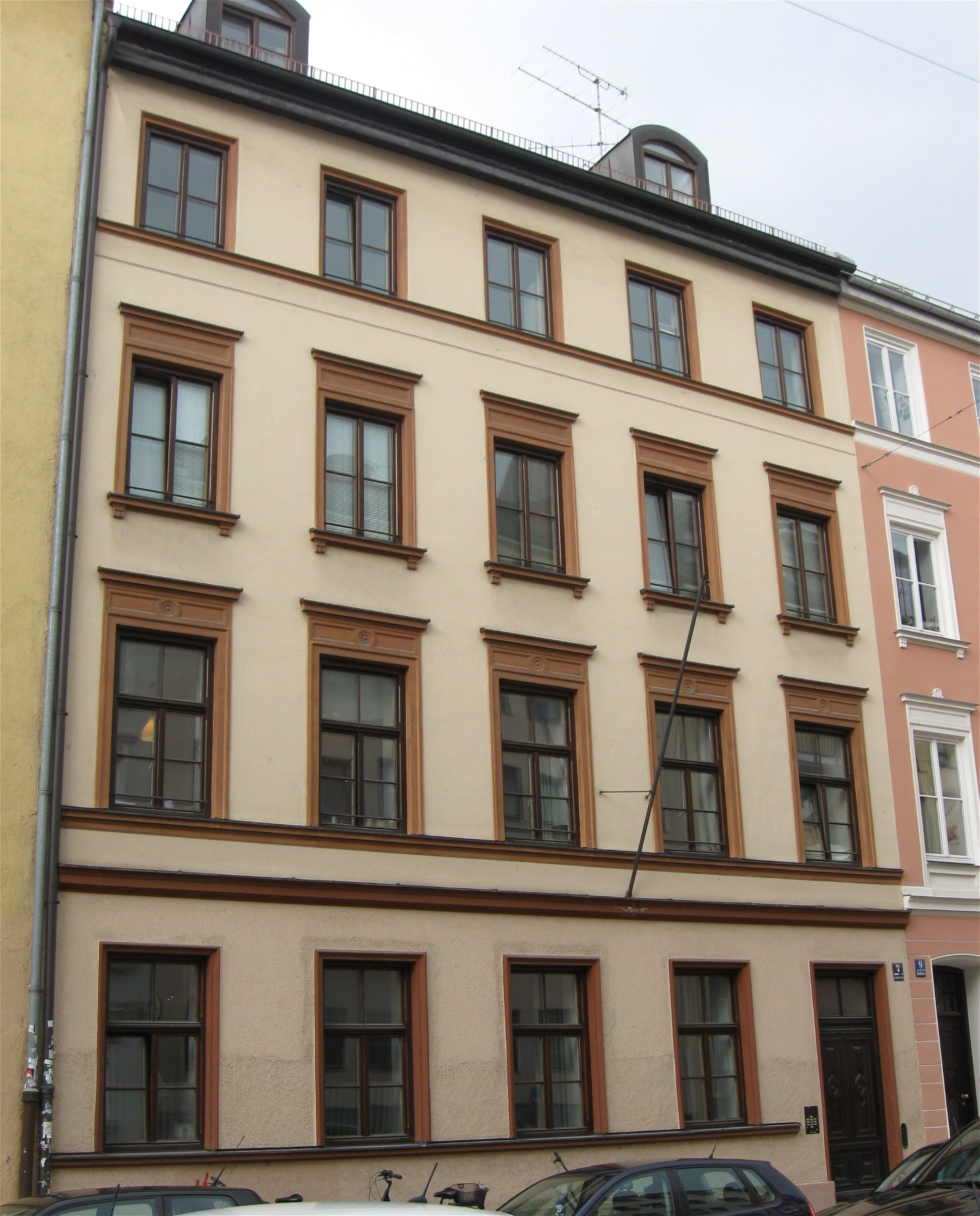
Haus Adalbertstraße 7 in München

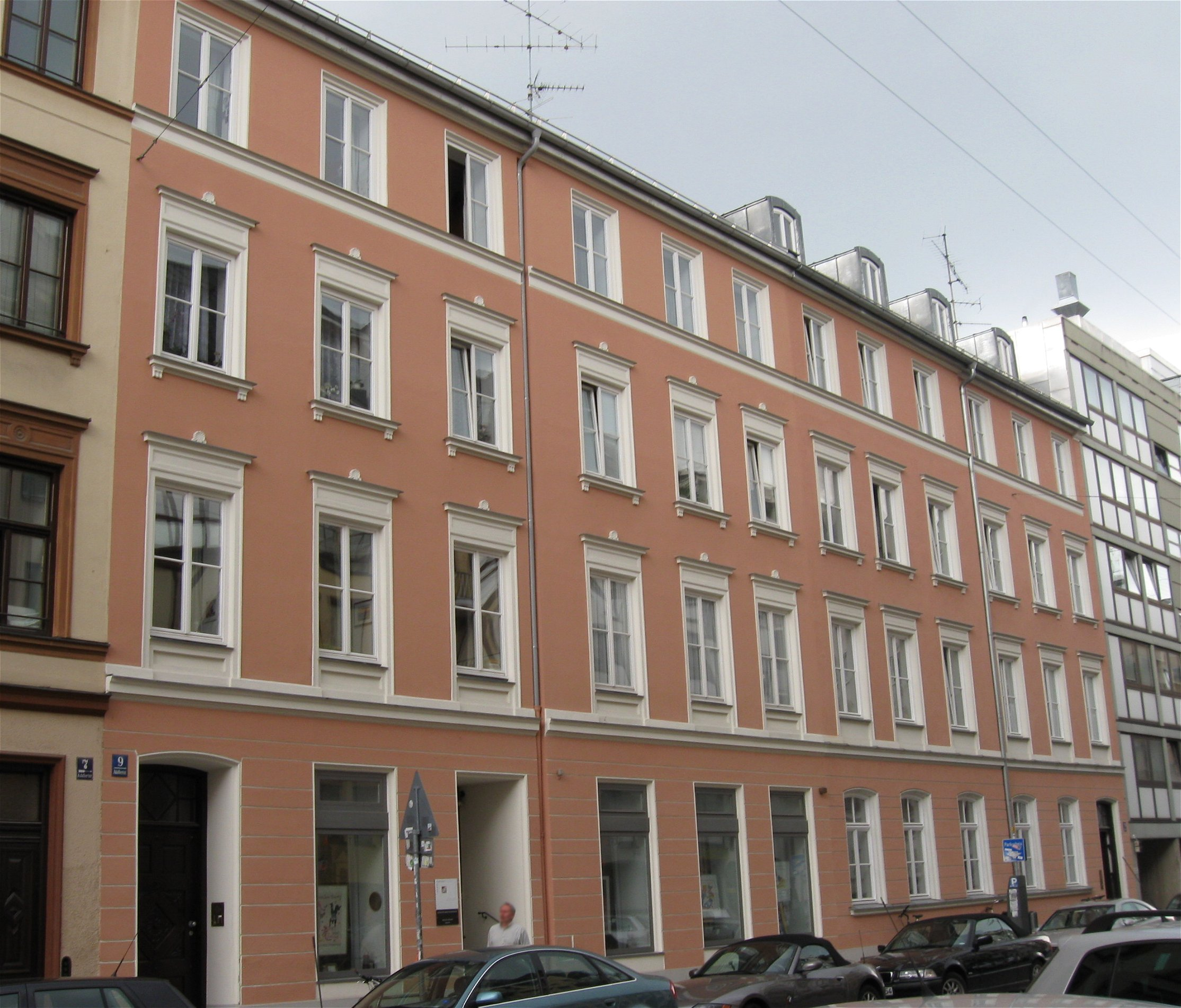
Haus Adalbertstraße 9 in München

Die Wohnhausgruppe Adalbertstraße 7/9 im Stadtteil Maxvorstadt der bayerischen Landeshauptstadt München ist ein geschütztes Baudenkmal.

## Beschreibung
Die viergeschossigen Mietshäuser in der Adalbertstraße mit Satteldach wurden ursprünglich 1864 von Max Verst errichtet. Nach der Kriegszerstörung im Zweiten Weltkrieg wurde die Fassade vereinfacht in klassizisierenden Formen wieder errichtet. Im Jahr 1985/86 erfolgte eine Teilerneuerung des Hauses Nr. 7 und die Umnutzung zu einem Studentenwohnheim. 